# Vu Thiệu Lương
Vu Thiệu Lương (tiếng Trung giản thể: 于绍良, bính âm Hán ngữ: Yú Shào Liáng, sinh ngày 26 tháng 7 năm 1964, người Hán) là nhà báo, chính trị gia nước Cộng hòa Nhân dân Trung Hoa. Ông hiện là Tổng Biên tập Nhân Dân nhật báo. Ông cũng là Ủy viên dự khuyết Ủy ban Trung ương Đảng Cộng sản Trung Quốc khóa XIX, từng là Phó Bí thư chuyên chức, Bí thư Ủy ban Chính Pháp kiêm Hiệu trưởng Trường Đảng, Bộ trưởng Bộ Tổ chức Thành ủy Thượng Hải; Thường vụ Tỉnh ủy, Bộ trưởng Bộ Tổ chức kiêm Hiệu trưởng Trường Đảng Tỉnh ủy Hồ Bắc; Thành viên Đảng tổ, Phó Xã trưởng Tân Hoa Xã.
Vu Thiệu Lương là đảng viên Đảng Cộng sản Trung Quốc, học vị Cử nhân Trung văn, chức danh Ký giả cấp cao. Ông có sự nghiệp xuất phát điểm là một ký giả địa phương với hơn 30 năm kinh nghiệm, từng tham gia lãnh đạo cả hai thời báo chủ đạo của Trung Quốc là Tân Hoa Xã và Nhân Dân nhật báo.

## Xuất thân và giáo dục
Vu Thiệu Lương sinh ngày 26 tháng 7 năm 1964 tại huyện Tán Hoàng, thuộc thành phố thủ phủ Thạch Gia Trang, tỉnh Hà Bắc, Cộng hòa Nhân dân Trung Hoa. Ông lớn lên và tốt nghiệp phổ thông ở Tán Hoàng, cùng thời kỳ với Hàn Văn Tú ở quê nhà, thi đỗ Đại học Hà Bắc rồi tới địa cấp thị Bảo Định để nhập học Khoa Trung văn của trường từ tháng 9 năm 1980, tốt nghiệp Cử nhân Trung văn vào tháng 7 năm 1984. Ông được kết nạp Đảng Cộng sản Trung Quốc vào tháng 7 năm 1991, từng tham gia khóa học tiến tu công vụ viên cấp ty, sảnh giai đoạn tháng 3–6 năm 2004 tại Học viện Hành chính Quốc gia; khóa bồi dưỡng cán bộ trung, thanh niên từ tháng 9 năm 2013 đến tháng 1 năm 2014 tại Trường Đảng Trung ương Đảng Cộng sản Trung Quốc.

## Sự nghiệp

### Các giai đoạn
Tháng 7 năm 1984, sau khi tốt nghiệp đại học, Vu Thiệu Lương bắt đầu sự nghiệp của mình khi được nhận làm ký giả của Tân văn Thông tấn xã (新华通讯社, tức Tân Hoa Xã) phân xã tỉnh Hà Bắc. Ông là ký giả chuyên nghiệp gần 10 năm 1984–93, đến tháng 8 năm 1993 thì được bổ nhiệm làm Tổ trưởng Tổ Công Thương (phụ trách công nghiệp và thương mại) của Tân Hoa Xã Hà Bắc, kiêm nhiệm Trạm trưởng Trạm Ký giả Thạch Gia Trang, tức thủ phủ Hà Bắc. Tháng 10 năm 1995, ông nhậm chức Trợ lý Xã trưởng Tân Hoa Xã Hà Bắc, rồi Chủ nhiệm Phòng Biên tập chỉnh sửa từ tháng 8 năm 1998, và là Thành viên Đảng tổ từ tháng 4 năm 1999.
Tháng 7 năm 1999, sau tròn 15 năm công tác ở quê nhà Hà Bắc, Vu Thiệu Lương được thuyên chuyển công tác ở tỉnh Thiểm Tây, bắt đầu giai đoạn mới của sự nghiệp với vị trí Thành viên Đảng tổ, Phó Xã trưởng Tân Hoa Xã Thiểm Tây, và trở thành Bí thư Đảng tổ, Xã trưởng 5 năm sau, tức tháng 9 năm 2004. Đến tháng 12 năm 2008, ông được điều về trung ương, nhậm chức Chủ nhiệm Sảnh Văn phòng Tân Hoa Xã, rồi chuyển chức làm Cục trưởng Cục Nhân sự từ tháng 5 năm 2010. Tháng 7 năm 2014, ông được Tổng lý Lý Khắc Cường bổ nhiệm làm Thành viên Đảng tổ, Phó Xã trưởng Tân Hoa Xã, cấp phó bộ, tỉnh.
Ngày 29 tháng 2 năm 2016, Vu Thiệu Lương được điều chuyển tới tỉnh Hồ Bắc, vào Ban Thường vụ Tỉnh ủy, nhậm chức Bộ trưởng Bộ Tổ chức, kiêm Hiệu trưởng Trường Đảng Tỉnh ủy Hồ Bắc. Tháng 10 năm 2017, ông tham gia đại hội đại biểu toàn quốc, được bầu làm Ủy viên Ủy ban Trung ương Đảng Cộng sản Trung Quốc khóa XIX tại Đại hội Đảng Cộng sản Trung Quốc lần thứ 19. Sau đó, tháng 6 năm 2018, ông tiếp tục được thuyên chuyển công tác, tới thành phố Thượng Hải, vào Ban Thường vụ Thành ủy, nhậm chức Bộ trưởng Bộ Tổ chức Thành ủy Thượng Hải từ ngày 2 tháng 7 cùng năm. Ngày 12 tháng 10 năm 2020, ông được phân công làm Phó Bí thư chuyên chức kiêm Bí thư Ủy ban Chính Pháp Thành ủy, đồng thời cũng là Hiệu trưởng, Chủ nhiệm Ủy ban Trường Đảng Thành ủy Thượng Hải.

### Nhân Dân nhật báo
Tháng 2 năm 2022, Vu Thiệu Lương được điều chuyển tới trung ương, quay trở lại công tác ở ngành báo chí Trung Quốc. Ngày 26 tháng 2 cùng năm, Ủy ban Trung ương quyết định bổ nhiệm ông làm Tổng Biên tập Nhân Dân nhật báo, cấp bộ trưởng, lãnh đạo thời báo này cùng Xã trưởng Thỏa Chấn.